# Cheraw (Colorado)
Cheraw es un pueblo ubicado en el condado de Otero en el estado estadounidense de Colorado. En el Censo de 2010 tenía una población de 252 habitantes y una densidad poblacional de 615,81 personas por km².

## Geografía
Cheraw se encuentra ubicado en las coordenadas 38°6′29″N 103°30′39″O / 38.10806, -103.51083. Según la Oficina del Censo de los Estados Unidos, Cheraw tiene una superficie total de 0.41 km², de la cual 0.41 km² corresponden a tierra firme y (0%) 0 km² es agua.

## Demografía
Según el censo de 2010, había 252 personas residiendo en Cheraw. La densidad de población era de 615,81 hab./km². De los 252 habitantes, Cheraw estaba compuesto por el 86.11% blancos, el 1.19% eran afroamericanos, el 0.4% eran amerindios, el 0.4% eran asiáticos, el 0% eran isleños del Pacífico, el 8.73% eran de otras razas y el 3.17% pertenecían a dos o más razas. Del total de la población el 23.02% eran hispanos o latinos de cualquier raza.